# 2. ŽNL Zadarska 2017./18.
2. ŽNL Zadarska u sezoni 2017./18. predstavlja drugi rang županijske lige u Zadarskoj županiji, te ligu petog ranga hrvatskog nogometnog prvenstva. Sudjeluje devet klubova, koji igraju dvokružnu ligu. 
 Prvak lige je postao "Pag".

## Sudionici
- Debeljak – Debeljak, Sukošan
- Gorica – Gorica, Sukošan
- Murvica – Murvica, Poličnik
- NOŠK – Novigrad
- Nova Zora – Sveti Filip i Jakov
- Pag – Pag
- Podgradina – Podgradina, Posedarje
- Vrčevo – Glavica, Sukošan
- Zrmanja – Obrovac

## Ljestvica
| Poz. | Momčad        | U  | P  | N | I  | G+ | G– | G+/– | Bod. | Nastavak natjecanja ili ispadanje |
| ---- | ------------- | -- | -- | - | -- | -- | -- | ---- | ---- | --------------------------------- |
| 1.   | Pag (P)       | 16 | 10 | 3 | 3  | 27 | 15 | +12  | 33   | 1. ŽNL                            |
| 2.   | Zrmanja       | 16 | 9  | 5 | 2  | 34 | 12 | +22  | 32   |                                   |
| 3.   | Debeljak      | 16 | 7  | 5 | 4  | 32 | 26 | +6   | 25   |                                   |
| 4.   | Podgradina    | 16 | 7  | 2 | 7  | 18 | 21 | −3   | 23   |                                   |
| 5.   | Gorica        | 16 | 6  | 3 | 7  | 32 | 29 | +3   | 20   |                                   |
| 6.   | Murvica       | 16 | 6  | 1 | 9  | 36 | 42 | −6   | 18   |                                   |
| 7.   | Nova Zora     | 16 | 5  | 4 | 7  | 25 | 30 | −5   | 17   |                                   |
| 8.   | NOŠK Novigrad | 16 | 4  | 4 | 8  | 19 | 30 | −11  | 16   |                                   |
| 9.   | Vrčevo        | 16 | 4  | 1 | 11 | 20 | 38 | −18  | 13   |                                   |

1. ↑  1 bod oduzet od saveza.
2. ↑  1 bod oduzet od saveza.
3. ↑  1 bod oduzet od saveza.
4. ↑  2 boda oduzeta od saveza.

## Rezultati
Izvor za raspored: 

Ažurirano: 4. studenog 2017.
| 1. kolo              | 1. kolo |
| -------------------- | ------- |
| 23./24. rujna 2017.  |         |
| Podgradina – Vrčevo  | 3:1     |
| Debeljak – Nova Zora | 4:1     |
| Zrmanja – Murvica    | 5:1     |
| Gorica – Pag         | 2:3     |
| [ 2 ]                |         |

| 2. kolo                        | 2. kolo |
| ------------------------------ | ------- |
| 30. rujna / 1. listopada 2017. |         |
| Murvica – Gorica               | 3:5     |
| Nova Zora – Zrmanja            | 0:2     |
| Vrčevo – Debeljak              | 2:3     |
| NOŠK – Podgradina              | 0:0     |
| [ 3 ]                          |         |

| 3. kolo               | 3. kolo |
| --------------------- | ------- |
| 7./8. listopada 2017. |         |
| Debeljak – NOŠK       | 3:1     |
| Zrmanja – Vrčevo      | 1:1     |
| Gorica – Nova Zora    | 3:2     |
| Pag – Murvica         | 1:0     |
| [ 4 ]                 |         |

| 4. kolo                 | 4. kolo |
| ----------------------- | ------- |
| 14./15. listopada 2017. |         |
| Nova Zora – Pag         | 0:1     |
| Vrčevo – Gorica         |         |
| NOŠK – Zrmanja          | 1:4     |
| Podgradina – Debeljak   | 1:0     |
| [ 5 ]                   |         |

| 5. kolo                 | 5. kolo |
| ----------------------- | ------- |
| 21./22. listopada 2017. |         |
| Zrmanja – Podgradina    | 0:0     |
| Gorica – NOŠK           | 0:1     |
| Pag – Vrčevo            | 4:0     |
| Murvica – Nova Zora     | 3:0     |
| [ 6 ]                   |         |

| 6. kolo                 | 6. kolo |
| ----------------------- | ------- |
| 28./29. listopada 2017. |         |
| Vrčevo – Murvica        | 3:0     |
| NOŠK – Pag              | 1:1     |
| Podgradina – Gorica     | 3:0     |
| Debeljak – Zrmanja      | 1:1     |
| [ 7 ]                   |         |

| 7. kolo              | 7. kolo |
| -------------------- | ------- |
| 4./5. studenog 2017. |         |
| Gorica – Debeljak    |         |
| Pag – Podgradina     |         |
| Murvica – NOŠK       |         |
| Nova Zora – Vrčevo   |         |
|                      |         |

| 8. kolo                | 8. kolo |
| ---------------------- | ------- |
| 11./12. studenog 2017. |         |
| NOŠK – Nova Zora       |         |
| Podgradina – Murvica   |         |
| Debeljak – Pag         |         |
| Zrmanja – Gorica       |         |
|                        |         |

| 9. kolo                | 9. kolo |
| ---------------------- | ------- |
| 18./19. studenog 2017. |         |
| Pag – Zrmanja          |         |
| Murvica – Debeljak     |         |
| Nova Zora – Podgradina |         |
| Vrčevo – NOŠK          |         |
|                        |         |

| 10. kolo             | 10. kolo |
| -------------------- | -------- |
| 17./18. ožujka 2018. |          |
| Vrčevo – Podgradina  | 1:4      |
| Nova Zora – Debeljak | 2:2      |
| Murvica – Zrmanja    | 3:2      |
| Pag – Gorica         | 3:2      |
| [ 8 ] [ 9 ]          |          |

| 11. kolo             | 11. kolo |
| -------------------- | -------- |
| 24./25. ožujka 2018. |          |
| Gorica – Murvica     | 6:0      |
| Zrmanja – Nova Zora  | 1:1      |
| Debeljak – Vrčevo    | 3:1      |
| Podgradina – NOŠK    | 0:1      |
| [ 10 ]               |          |

| 12. kolo            | 12. kolo |
| ------------------- | -------- |
| 7./8. travnja 2018. |          |
| NOŠK – Debeljak     | 2:5      |
| Vrčevo – Zrmanja    | 0:4      |
| Nova Zora – Gorica  | 1:1      |
| Murvica – Pag       | 2:3      |
| [ 11 ]              |          |

| 13. kolo              | 13. kolo |
| --------------------- | -------- |
| 14./15. travnja 2018. |          |
| Pag – Nova Zora       | 1:2      |
| Gorica – Vrčevo       | 4:2      |
| Zrmanja – NOŠK        | 3:0      |
| Debeljak – Podgradina | 3:2      |
| [ 12 ]                |          |

| 14. kolo              | 14. kolo |
| --------------------- | -------- |
| 21./22. travnja 2018. |          |
| Podgradina – Zrmanja  | 0:2      |
| NOŠK – Gorica         | 3:1      |
| Vrčevo – Pag'         | 0:1      |
| Nova Zora – Murvica   | 4:3      |
| [ 13 ]                |          |

| 15. kolo              | 15. kolo |
| --------------------- | -------- |
| 28./29. travnja 2018. |          |
| Murvica – Vrčevo      | 4:1      |
| Pag – NOŠK            | 1:0      |
| Gorica – Podgradina   | 2:0      |
| Zrmanja – Debeljak    |          |
| [ 14 ]                |          |

| 16. kolo            | 16. kolo |
| ------------------- | -------- |
| 5./6. svibnja 2018. |          |
| Debeljak – Gorica   | 2:2      |
| Podgradina – Pag    | 0:1      |
| NOŠK – Murvica      | 4:5      |
| Vrčevo – Nova Zora  | 2:0      |
| [ 15 ]              |          |

| 17. kolo              | 17. kolo |
| --------------------- | -------- |
| 12./13. svibnja 2018. |          |
| Nova Zora – NOŠK      | 1:0      |
| Murvica – Podgradina  | 6:0      |
| Pag – Debeljak        | 5:1      |
| Gorica – Zrmanja      | 3:1      |
| [ 16 ]                |          |

| 18. kolo               | 18. kolo |
| ---------------------- | -------- |
| 19./20. svibnja 2018.  |          |
| Zrmanja – Pag          | 2:0      |
| Debeljak – Murvica     | 1:0      |
| Podgradina – Nova Zora | 3:0      |
| NOŠK – Vrčevo          | 1:0      |
| [ 17 ]                 |          |

## Poveznice
- Nogometni savez Zadarske županije
- nszz-zadar.hr, 2. ŽNL  Arhivirana inačica izvorne stranice od 10. listopada 2016. (Wayback Machine)
- 2. ŽNL Zadarska
- 1. ŽNL Zadarska 2017./18.
- Kup Nogometnog saveza Zadarske županije 2017./18.